# Şehitlik-mecset
Şehitlik-mecset (magyarul: Mártírtemető mecsetje) Berlin legnagyobb iszlám imaháza. A német főváros második kupolás, minaretes dzsámija. Neukölln városrész Columbiadamm negyedében álló török temető szomszédságában épült fel 1999 és 2005 között.

## Története
A Şehitlik-mecsetet a tokiói és az asgabati török mecsetek mintájára a Firma Hassa Mim. Müh. Ltd. AS. építette. A mecset építését a DITIB, az egyik legjelentősebb németországi iszlám szervezet rendelte meg. Az 1999-es alapkőletételkor így írt a Hetek című hetilap: "Az oszmán tradícióknak megfelelően minarettel és kupolás főtemplommal tervezett, 6 millió márkás (körülbelül 800 millió forintos) beruházás finanszírozásáról a Török-Iszlám Unió gondoskodik. Az 1500 férőhelyes, óriási mecset egy – a török állam tulajdonában lévő – régi berlini temetőben fog felépülni."
A mecset kupolája 16,5 méter, minaretje 33,5 méter magas. Építéséhez sok márványt és izniki kerámiát használtak fel.
2010-ben három hónap alatt négy vandál támadás is érte. 2010. november 20-án egy gázpalack okozta tűz keltett riadalmat.

## Külső hivatkozások
A mecset hivatalos honlapja